# خانه‌های بریم شماره ۲۴۲
خانه‌های بریم شماره ۲۴۲ مربوط به دوره پهلوی دوم است و در آبادان، منطقه مسکونی بریم، پلاک ۲۴۲ واقع شده و این اثر در تاریخ ۱۲ شهریور ۱۳۸۶ با شمارهٔ ثبت ۱۹۴۶۴ به‌عنوان یکی از آثار ملی ایران به ثبت رسیده است.